# SKE48的如果當女兒會如何？
《SKE48的如果當女兒會如何？》（日语：SKE48 ムスメにいかが!?）是一個在2011年7月8日至2013年3月8日之間，由東海電視台播放的日本深夜時段綜藝節目。此節目是以名古屋為主要活動據點的女子偶像團體SKE48的冠名節目之一，於日本標準時間每月第2個週五的深夜25:25（相當於週六凌晨1:25）播出，每集30分鐘。節目在2013年3月播畢後，由原班製作團隊所企畫的另一個SKE48冠名節目《SKE48的貪婪課外講座》接續播出。

## 簡介
《如果當女兒會如何？》是一個以外景訪問為主要流程的節目，每一集皆輪流由一位SKE48成員至東海地區各地職業背景、成員組成不同的家庭進行2天1夜的寄宿體驗參訪。就像是把SKE48的成員當作該戶人家的女兒一般，在拜訪期間必須遵守每個家庭的家規、與家人們交流，並且體驗不同人家的職業內容。
除了外景錄影外，節目也有在攝影棚內錄製的段落。在每次的攝影棚錄影中都會有不固定的五名成員參與，其中一位即為當週的外景主角，而其他的四名成員則是擔任評審，在看完當週的外景錄影之後根據主角成員的表現，給予「好女兒」（イイ娘）或是「糟女兒」（ダメ娘）的評價。獲得好女兒評價的成員可得到「天使圈」（天使の輪）作為獎勵，而所謂的「天使圈」實際上是某種圈狀的事物，節目中曾出現過包括甜甜圈、年輪蛋糕與髮圈束之類的天使圈獎勵。
除了SKE48之外，節目中還有一隻名叫「神青蛙」（神カエル）、頭頂天使圈背後長著天使翅膀的吉祥物，以節目主持人的角色定位參與棚內演出。擔任神青蛙配音的是搞笑藝人Soreike齋藤君，除了齋藤外，在部分集數中也有一些搞笑藝人以客串方式參與節目演出。

## 演出人員
- 主要演出：
  - SKE48
  - Soreike齋藤君（日语：それいけ斉藤くん）（「神青蛙」的配音）
- 客串演出：
  - 木下隆行（日语：木下隆行）（TKO（日语：TKO (お笑いコンビ)））：在第7集中以神青蛙的上司「神木下」（神キノシタ）的角色登場。
  - 小門建太郎（日语：コカドケンタロウ）（Lotti（日语：ロッチ）成員）：在第20集中以「神小門」（神コカド）的角色登場。
  - 中岡創一（Lotti成員）：在第20集中以「神海帶芽」（神ワカメ）的角色登場。

## 播放內容
| 集數 | 播放日        | 外景 主角成員                                                    | 棚內演出成員                                                     | 訪問地點                                                         | 訪問家庭                                                         | 判定                                                             |
| ---- | ------------- | ---------------------------------------------------------------- | ---------------------------------------------------------------- | ---------------------------------------------------------------- | ---------------------------------------------------------------- | ---------------------------------------------------------------- |
| 1    | 2011年 7月8日 | 木崎由里亞 （木崎ゆりあ）                                                  | 木下有希子、松井珠理奈、松井玲奈、小木曾汐莉                     | 岐阜縣加茂郡川邊町                                               | 香菇栽培農家                                                     | 好女兒                                                           |
| 2    | 8月12日       | 加藤琉美 （加藤るみ）                                                    | 桑原瑞希（桑原みずき）、矢神久美、上野圭澄、金子栞                         | 愛知縣豐川市御津町                                               | 移動動物園經營                                                   | 好女兒                                                           |
| 3    | 9月9日        | 上野圭澄                                                         | 高田志織、平松可奈子、矢神久美、高柳明音                         | 愛知縣知多郡日間賀島                                             | 自由潛水漁民                                                     | 好女兒                                                           |
| 4    | 10月14日      | 赤枝里里奈                                                       | 小野晴香、平田璃香子、石田安奈、秦佐和子                         | 愛知縣小牧市                                                     | 麵包店                                                           | 好女兒                                                           |
| 5    | 11月11日      | 小林亞實                                                         | 大矢真那、平松可奈子、小木曾汐莉、木本花音                       | 岐阜県岐阜市                                                     | 舞妓家族                                                         | 好女兒                                                           |
| 6    | 12月9日       | 木下有希子                                                       | 木﨑由里亞、須田亞香里、小木曾汐莉、矢方美紀                     | 愛知縣名古屋市瑞穗區                                             | 麻糬店                                                           | 好女兒                                                           |
| 7    | 2012年 1月3日 | 松井珠理奈                                                       | 中西優香、平田璃香子、金子栞、木本花音                           | 三重縣鳥羽市                                                     | 水族館                                                           | 好女兒                                                           |
| 7    | 2012年 1月3日 | 梅本圓 （梅本まどか）                                                      | 中西優香、平田璃香子、金子栞、木本花音                           | 愛知縣名古屋市                                                   | 太陽馬戲團                                                       | -                                                                |
| 8    | 1月13日       | 石田安奈                                                         | 大矢真那、阿比留李帆、佐藤實繪子、向田茉夏                       | 三重縣松阪市                                                     | 學生實習餐廳                                                     | 好女兒                                                           |
| 9    | 2月10日       | 佐藤聖羅                                                         | 後藤理沙子、佐藤實繪子、古川愛李、若林倫香                       | 三重縣度會郡南伊勢町                                             | 鯛魚養殖                                                         | 糟女兒                                                           |
| 10   | 3月9日        | 柴田阿彌                                                         | 木下有希子、中西優香、小林亞實、山下由加里（山下ゆかり）                   | 岐阜縣大野郡白川村                                               | 合掌造民宿                                                       | 好女兒                                                           |
| 11   | 4月13日       | 金子栞                                                           | 加藤琉美、平松可奈子、磯原杏華、梅本圓                           | 三重縣桑名市                                                     | 大排長龍的拉麵店                                                 | 好女兒                                                           |
| 12   | 5月11日       | 桑原瑞希                                                         | 高田志織、平松可奈子、梅本圓、原望奈美                           | 愛知縣西尾市                                                     | 養馬場                                                           | 好女兒                                                           |
| 13   | 6月8日        | 佐藤實繪子                                                       | 赤枝里里奈、石田安奈、加藤智子、向田茉夏                         | 愛知縣知多郡南知多町                                             | 魚乾店                                                           | 好新娘                                                           |
| 14   | 7月13日       | 內山命                                                           | 石田安奈、向田茉夏、齊藤真木子、松村香織                         | 岐阜縣岐阜市                                                     | 造旗工匠                                                         | 好女兒                                                           |
| 15   | 8月17日       | 原望奈美                                                         | 磯原杏華、上野圭澄、金子栞、竹內舞、                             | 三重縣鳥羽市相差町                                               | 海女民宿                                                         | 糟女兒                                                           |
| 16   | 9月21日       | 阿比留李帆                                                       | 加藤智子、佐藤聖羅、松本梨奈、山田澪花                           | 愛知縣東海市                                                     | 芒果農                                                           | 好女兒                                                           |
| 17   | 10月12日      | 山下由加里                                                       | 內山命、金子栞、木本花音、古畑奈和                               | 三重縣松阪市                                                     | 便當店                                                           | 好女兒                                                           |
| 18   | 11月9日       | 什麼都排排行榜特集 （）                                          | 什麼都排排行榜特集 （）                                          | 什麼都排排行榜特集 （）                                          | 什麼都排排行榜特集 （）                                          | 什麼都排排行榜特集 （）                                          |
| 19   | 12月14日      | 後藤理沙子                                                       | 鬼頭桃菜、木下有希子、井口栞里、矢方美紀                         | 愛知縣新城市作手地區                                             | 挖野山藥專家                                                     | 好女兒                                                           |
| 20   | 2013年 1月4日 | 新春特集：松井玲奈也認真競爭！三重縱橫 絕品美食爭奪巴士之旅 （） | 新春特集：松井玲奈也認真競爭！三重縱橫 絕品美食爭奪巴士之旅 （） | 新春特集：松井玲奈也認真競爭！三重縱橫 絕品美食爭奪巴士之旅 （） | 新春特集：松井玲奈也認真競爭！三重縱橫 絕品美食爭奪巴士之旅 （） | 新春特集：松井玲奈也認真競爭！三重縱橫 絕品美食爭奪巴士之旅 （） |
| 21   | 1月11日       | 磯原杏華                                                         | 加藤琉美、阿比留李帆、佐藤實繪子、內山命                         | 三重縣鳥羽市浦村町                                               | 牡蠣吃到飽店                                                     | 好女兒                                                           |
| 22   | 2月8日        | 齊藤真木子                                                       | 古川愛李、向田茉夏、金子栞、柴田阿彌                             | 岐阜縣揖斐郡池田町                                               | 街頭藝人風船太郎                                                 | 好女兒                                                           |
| 23   | 3月8日        | 大矢真那                                                         | 木﨑由里亞、木下有希子、出口陽、石田安奈                         | 愛知縣田原市                                                     | 衝浪裝備店                                                       | 糟女兒                                                           |

## 片尾曲
如同大部分SKE48冠名節目的慣例，此節目都是以播出當時主打的SKE48新單曲作為片尾主題曲。
- 《翡翠色的沙灘裙》（パレオはエメラルド，第1至3集）
- 《Okey Dokey》（オキドキ，第4至6集 ）
- 《單戀Finally》（片想いFinally，第7至11集）
- 《I love you 我愛你！》（アイシテラブル!，第12至15集）
- 《即使接吻也是左撇子》（キスだって左利き，第16至21集）
- 《巧克力的奴隸》（チョコの奴隷，第22至23集）

## 工作人員
- 旁白：藤本晶子（日语：藤本晶子）（東海電視台主播）
- 劇本：秋巢時雨（荻巣しぐれ）、森下勇次（森下ゆうじ）
- 企劃協力：湯淺洋
- 助理導播：名倉禮
- 導演：戶谷泰治
- 製作人：稻吉豐
- 制作協力：東海電視台製作（日语：東海テレビプロダクション）
- 製作著作：東海電視台

## 外部連結
- SKE48 節目官方網站（東海電視台）（日語）